# Невиље
Невиље (итал. Neviglie) је насеље у Италији у округу Кунео, региону Пијемонт.
Према процени из 2011. у насељу је живело 105 становника. Насеље се налази на надморској висини од 453 м.

## Становништво
Према резултатима пописа становништва 2011. у општини је живело 425 становника.
| 1931. | 1936. | 1951. | 1961. | 1971. | 1981. | 1991. | 2001. | 2011. |
| ----- | ----- | ----- | ----- | ----- | ----- | ----- | ----- | ----- |
| 924   | 903   | 753   | 580   | 494   | 447   | 428   | 419   | 425   |